# Hans Otto Kneser
Hans Otto Kneser (Berlim, 1 de julho de 1901 – 30 de março de 1985) foi um físico alemão.

## Biografia
Filho de Adolf Kneser, Hans Otto Kneser provém de uma família de literatos, da qual surgiu uma série de matemáticos. Estudou física em Breslau e Munique. Em 1926 obteve um doutorado, orientado por Jonathan Zenneck. Foi assistente na Universidade de Marburgo, onde obteve em 1931 a habilitação, supervisionado por Eduard Grüneisen. Em 1932 obteve uma bolsa da Fundação Rockefeller para a Universidade da Califórnia em Berkeley. Em 1938 foi professor extraordinário em Marburg.
Em novembro de 1933 assinou a Declaração dos Professores Alemães por Adolf Hitler. Em 1933 entrou para a SA, em 1937 no Partido Nacional Socialista dos Trabalhadores Alemães (NSDAP) e em 1938 no Nationalsozialistischer Deutscher Dozentenbund.